# Museum Mile (New York City)

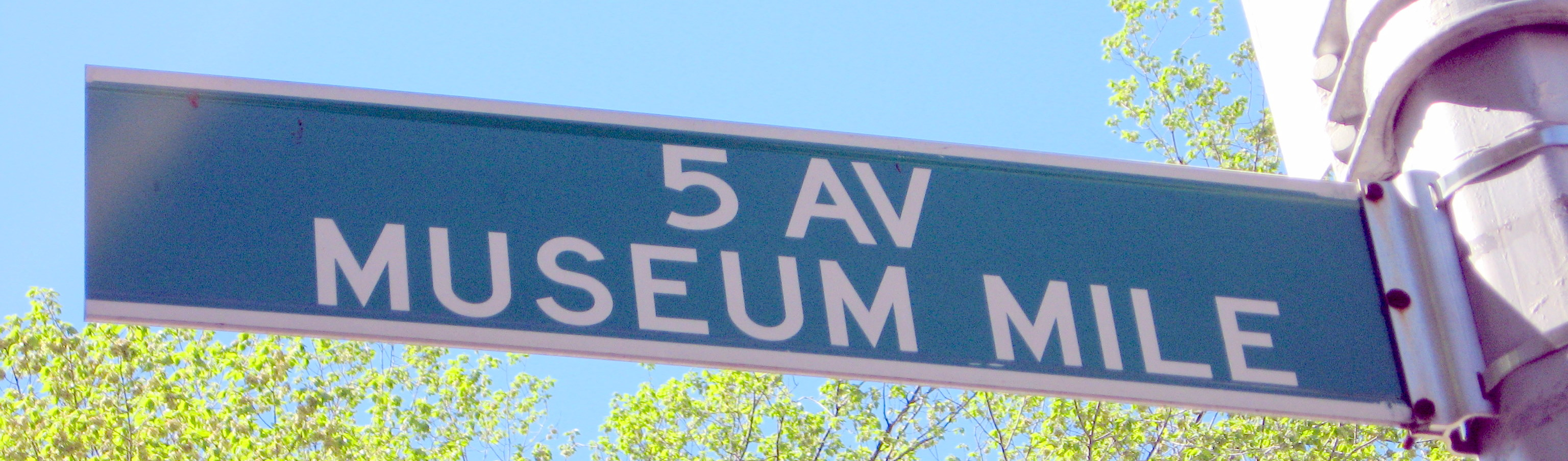
Dieses Schild ist inzwischen braun, da die Museum Mile zum Historic District erklärt wurde.

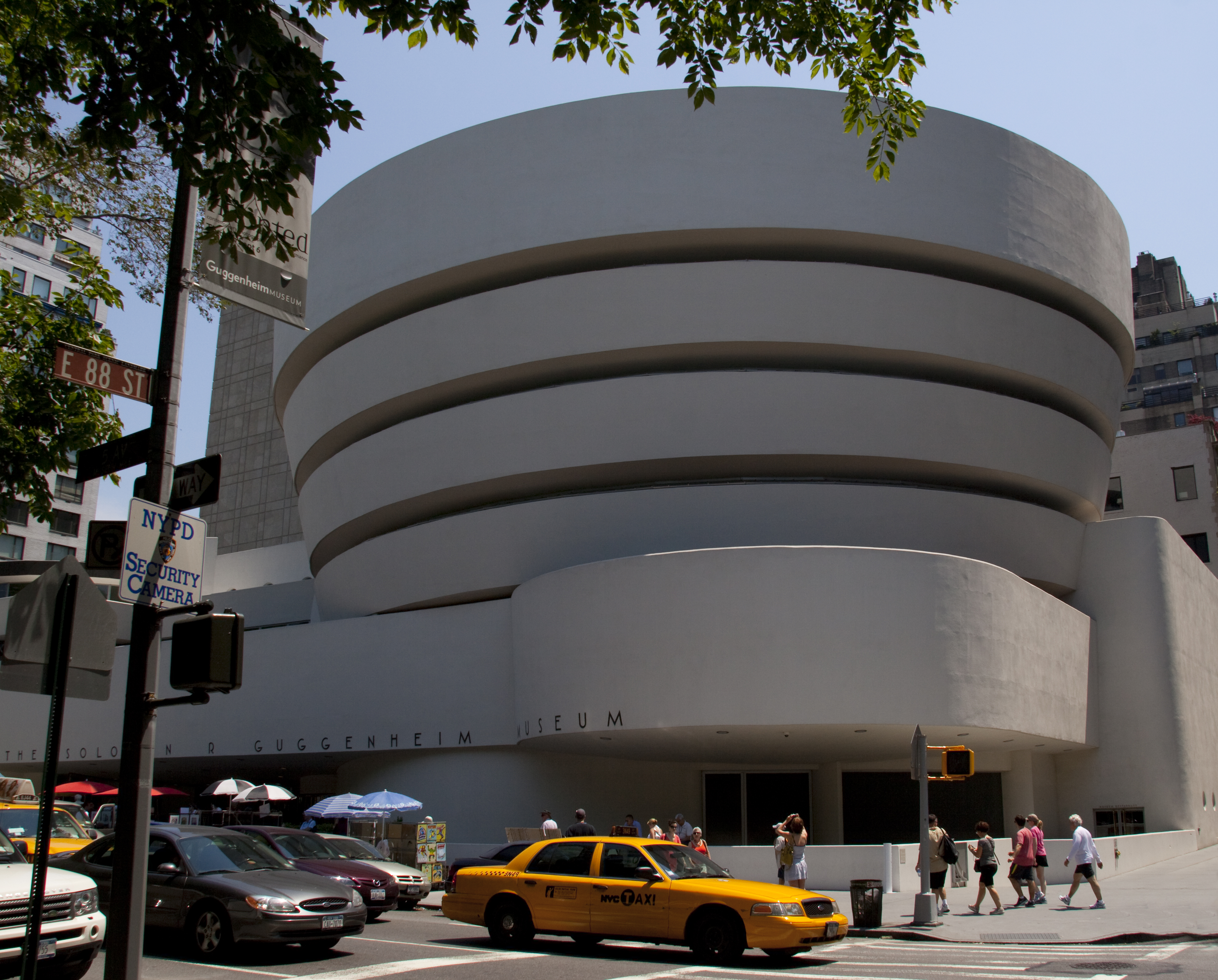
Das Guggenheim Museum auf der Museum Mile eröffnete 1959 seine Pforten und wurde vom Architekten Frank Lloyd Wright entworfen.

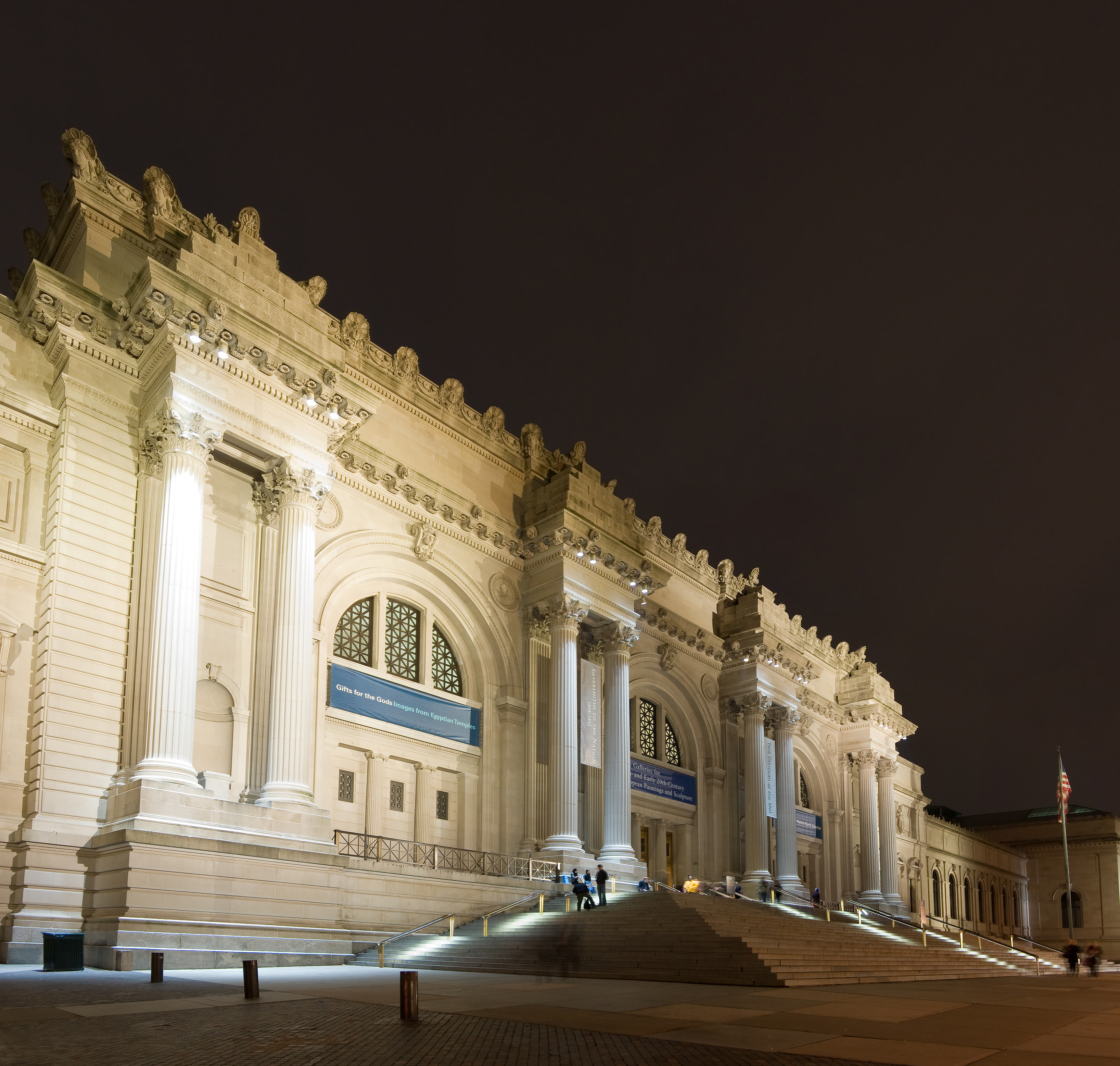
Das Metropolitain Museum of Art liegt am Südende der Museum Mile.

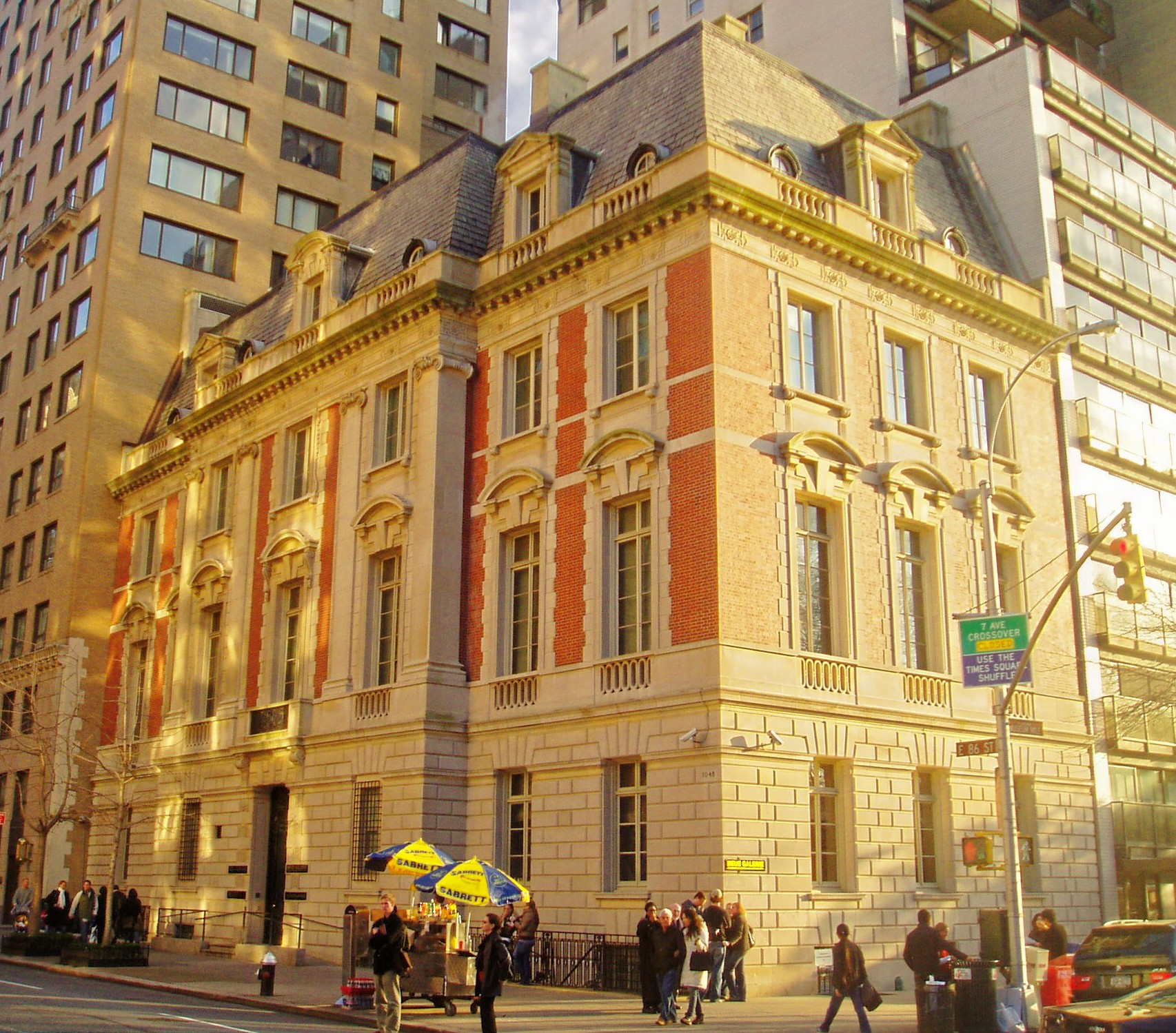
Die Neue Galerie auf der Museum Mile zeigt Kunstwerke aus Österreich und Deutschland vom Anfang des 20. Jahrhunderts – darunter das Gemälde Adele Bloch-Bauer von Gustav Klimt.

Museum Mile ist die Bezeichnung für einen Abschnitt der Fifth Avenue im Stadtbezirk Manhattan in New York City, an dem sich eine Reihe von Museen befinden, die zu den bedeutendsten der Stadt zählen.

## Lage
Die Museum Mile ist länger als eine einfache Meile und erstreckt sich in der Upper East Side an der Fifth Avenue von der East 70th bzw. 82nd Street bis zur 104th bzw. 110th Street. Die meisten Museen befinden sich dabei im Viertel Carnegie Hill. 2011 verlängerte sich die Museum Mile in nördlicher Richtung, als das Museum for African Art seine Tore an der Fifth Avenue Ecke 110th Street öffnete. Der damalige Bürgermeister Michael Bloomberg betonte, dass dies das erste neu erbaute Museum auf der Museum Mile seit der Eröffnung des Guggenheims 1959 ist.

## Museen auf der Museum Mile
- 110th Street: Museum for African Art
- 104th Street: El Museo del Barrio
- 103rd Street: Museum of the City of New York
- 92nd Street: The Jewish Museum
- 91st Street: Cooper Hewitt Museum für Design der Smithsonian Institution
- 89th Street: National Academy Museum
- 88th Street: Solomon R. Guggenheim Museum
- 86th Street: Neue Galerie
- 83rd Street: Goethe-Haus (New York)
- 82nd Street: Metropolitan Museum of Art
- 70th Street: Frick Collection

## Museum Mile Festival
Neben den regulären Angeboten der verschiedenen Museen mit Führungen, Vorträgen etc. veranstalten fast alle Institutionen der Museum Mile einmal jährlich gemeinsam das Museum Mile Festival am zweiten Dienstag im Juni von 18 bis 21 Uhr. Dieses Museum Mile Festival wurde am 26. Juni 1979 ins Leben gerufen, um die Museen der Museum Mile stärker im öffentlichen Bewusstsein und der öffentlichen Wahrnehmung zu verankern und um für die öffentliche Unterstützung von Kunst in New York City zu werben.
Während der letzten 20 Jahre haben deutlich über eine Million Menschen an diesem jährlichen Fest teilgenommen. Die Fifth Avenue ist an diesem Abend für den Verkehr gesperrt, so dass sich die Teilnehmer zwischen der 82nd Street und der 104th Street ungehindert bewegen können. Die Sonder- und Dauerausstellungen der teilnehmenden zehn Kulturinstitutionen können kostenlos besucht werden. Vor deren Eingängen wird Live-Musik geboten – von Jazz über Musicalsongs bis hin zu klassischen Streichquartetten. Einige der teilnehmenden Museen bieten Kunstaktionen für Kinder im Freien an. Darüber hinaus zeigen auf der Fifth Avenue Straßenkünstler ihr Können. Die Frick Collection liegt zwar ebenfalls auf der Museum Mile, beteiligt sich jedoch nicht am Museum Mile Festival. Stattdessen bietet dieses Museum freien Eintritt an seinem "Geburtstag" im Dezember.